# Stewart Crossing
Stewart Crossing ist eine Siedlung im kanadischen Yukon. 
Er liegt am Klondike Highway, der Whitehorse und Dawson verbindet, am Abzweig des Silver Trail, der Richtung Mayo führt. Bis zur Errichtung der heutigen Brücke überquerte eine Fähre bis Ende der 1950er Jahre den Stewart River.
2006 hatte Stewart Crossing 35 Einwohner.

## Geschichte
1886 gründeten drei Goldsucher, unter ihnen Arthur Harper, an der Stelle des heutigen Ortes einen Handelsposten, da sie erkannten, dass man mit der Versorgung der Goldsucher mehr Geld verdienen konnte, als selbst nach Gold zu suchen. Sie bauten ein sogenanntes Roadhouse und verdienten am Schiffsverkehr auf dem Stewart. Auch Jack London hielt sich hier während des Klondike-Goldrauschs auf.
1950 bestand eine Fähre, die die Straße von Whitehorse nach Mayo über den Stewart River bediente. Sie gehörte Jack McDiarmid und den Van Bibbers. Jack und Mary McDiarmid kauften verfallene Sägemühlen und andere bauliche Überreste, brachten sie an die Fährstelle und Mary McDiarmid führte eine Lunchbar für Durchreisende. Nachdem 1960 die Brücke über den Fluss gebaut worden war, betrieb das Paar eine Reparaturwerkstatt und eine Tankstelle, der Schiffsverkehr verlor jede Bedeutung. Stattdessen übernahm die Straße nach Dawson die Versorgungsfunktionen, nordwestlich von Stewart Crossing entstand 1968 die Moose Creek Lodge. Die dortige Trapper's Cabin (Fallenstellerhütte) dürfte eines der kleinsten Museen im Yukon sein. Als die kanadische Regierung der CBC die Mittel kürzte, sprang die Regierung des Yukon ein und errichtete 16 TV-Stationen, die das CBC-Programm ausstrahlten. Stewart Crossing erhielt eine FM Radio Station.
1981 kam es zu einem verheerenden Waldbrand bei Stewart Crossing, dessen Spuren noch heute sichtbar sind. 
Seit 2007 baut Yukon Energy eine Stromleitung von Carmacks nach Stewart Crossing, die Pelly Crossing bereits erreicht hat. Ein Abzweig zur Minto-Mine ist seit November 2008 in Betrieb, die Fortsetzung bis Stewart Crossing war Ende 2010 noch im Bau. Im Frühjahr 2011 begann das Ferry Hill Wind Project mit der Errichtung eines sogenannten wind-monitoring towers.

## Belege
1. ↑  Statistics Canada: Population and dwelling counts, for Northwest Territories and census subdivisions (municipalities), 2016 and 2011 censuses, abgerufen am 4. Mai 2021
2. ↑  Lynn und Ed Readicker-Henderson: The Alaska Highway, Edison, New Jersey 2009, S. 259.
3. ↑  Valerie Alia: Un/Covering the North. News, Media and Aboriginal People, UBC Press 1999, S. 138.